# Matteo Graziano
Matteo Joaquín Graziano (Buenos Aires, 21 de julio de 2001) es un jugador argentino de rugby especializado en rugby 7 que se desempeña el la Selección masculina de rugby 7 de Argentina. Iniciado en el Club Los Matreros, de su ciudad natal, formó parte de la Selección de rugby 7 que ganó la medalla de oro en los Juegos Olímpicos de la Juventud de Buenos Aires 2018. Integró también la Selección argentina de rugby 7 que participó en los Juegos Panamericanos de 2023 donde obtuvo la medalla de oro. Hasta febrero de 2025, ganó siete torneos de la Serie Mundial de Rugby 7 en la temporadas 2023/24 y 2024/2025. En la temporada 2023/2024 integró el equipo que fue campeón de la liga y subcampeón del torneo final.  